# Læsø Rende Fyr
Das Læsø Rende Fyr (deutsch Leuchtturm Læsø Rende) ist ein dänischer Leuchtturm im Kattegat zwischen der Insel Vendsyssel-Thy und der Insel Læsø. Er gehört zur Gemarkung der Insel Læsø und warnt vor den Untiefen des südöstlichen Dvalegrunden.

## Geschichte
Acht Kilometer von der Westküste der Insel Læsø entfernt wurde 1965 der 27,5 Meter hohe Stahlmast in einer Wassertiefe von drei Metern errichtet. Er löste das Fyrskib No XV (deutsch Feuerschiff Nr. 15) ab, das zuvor an annähernd der gleichen Stelle zwischen 1937 und Ende 1964 im Dienst war.
Auf dem Dach des Turmes ist ein Hubschrauberlandeplatz vorhanden. Im Winter ist die Türe des Leuchtturms oft von einer undurchdringlichen Eisschicht bedeckt, sodass ein direkter Zugang nur durch die obere Luke des Leuchtturms besteht.